# Косово на Летњим олимпијским играма 2016.
Косово је учествовало на Летњим олимпијским играма 2016. у Рио де Жанеиру (Бразил). То је било њихово прво учешће на олимпијским играма у историји, после одлуке из децембра 2014, којом је Олимпијски комитет Косова постао пуноправни члан Међународног олимпијског комитета.
Косово је на првом наступу на Олимпијским играма представљати укупно 8 спортиста који се такмиче у 5 спортова, 3 мушкарца и 5 жена, и освојило је једну златну медаљу.

## Учесници по спортовима
| Спорт      | Мушкарци | Жене | Укупно |
| ---------- | -------- | ---- | ------ |
| Атлетика   | 1        | 1    | 2      |
| Бициклизам | 1        | 0    | 1      |
| Пливање    | 1        | 1    | 2      |
| Стрељаштво | 0        | 1    | 1      |
| Џудо       | 0        | 2    | 2      |
| 5 спортова | 3        | 5    | 8      |

## Атлетика
Мушкарци
| Атлетичар    | Дисциплина | Квалификације | Квалификације | Полуфинале | Полуфинале | Финале   | Финале  |
| Атлетичар    | Дисциплина | Резултат      | Пласман       | Резултат   | Пласман    | Резултат | Пласман |
| ------------ | ---------- | ------------- | ------------- | ---------- | ---------- | -------- | ------- |
| Муса Хајдари | 800 м      |               |               |            |            |          |         |

Жене
| Атлетичарка     | Дисциплина | Квалификације | Квалификације | Полуфинале | Полуфинале | Финале   | Финале  |
| Атлетичарка     | Дисциплина | Резултат      | Пласман       | Резултат   | Пласман    | Резултат | Пласман |
| --------------- | ---------- | ------------- | ------------- | ---------- | ---------- | -------- | ------- |
| Вијона Крјезију | 400 м      |               |               |            |            |          |         |

## Бициклизам
Косовски НОК добио је специјалну позивницу за учешће у мушкој друмској трци од стране трипартитне комисије.
Друмски бициклизам
| Бициклиста     | Дисциплина   | Време              | Позиција           |
| -------------- | ------------ | ------------------ | ------------------ |
| Ћендрим Гурија | друмска трка | Није завршио трку' | Није завршио трку' |

## Пливање
Косовски НОК је добио две универзалне позивнице, по једну у обе конкуренције, за учешће на Играма у Рију.
Мушкарци
| Такмичар   | Дисциплина    | Група | Група   | Полуфинале | Полуфинале | Финале | Финале  |
| Такмичар   | Дисциплина    | Време | Пласман | Време      | Пласман    | Време  | Пласман |
| ---------- | ------------- | ----- | ------- | ---------- | ---------- | ------ | ------- |
| Љум Жавели | 50 м слободно |       |         |            |            |        |         |

Жене
| Такмичарка  | Дисциплина  | Група   | Група   | Полуфинале        | Полуфинале        | Финале            | Финале            |
| Такмичарка  | Дисциплина  | Време   | Пласман | Време             | Пласман           | Време             | Пласман           |
| ----------- | ----------- | ------- | ------- | ----------------- | ----------------- | ----------------- | ----------------- |
| Рита Зећири | 100 м леђно | 1:12,31 | 34/34   | Није се пласирала | Није се пласирала | Није се пласирала | Није се пласирала |

## Стрељаштво
Олимпијски комитет Косова је добио специјалну позивницу на основу прерасподеле квота.
Жене
| Стрелкиња  | Дисциплина          | Квалификације | Квалификације | Финале            | Финале            |
| Стрелкиња  | Дисциплина          | Резултат      | Пласман       | Резултат          | Пласман           |
| ---------- | ------------------- | ------------- | ------------- | ----------------- | ----------------- |
| Урата Рама | ваздушна пушка 10 м | 402,3         | 48/51         | Није се пласирала | Није се пласирала |

## Џудо
На основу светске џудо ранг листе објављене 30. маја 2016. Косовски олимпијски комитет има обезбеђене две учесничке квоте у џудоу.
Жене
| Џудисткиња        | Категорија | Прво коло                    | Друго коло                       | Четвртфинале                   | Полуфинале                     | Репесаж            | Финале / БМ                   | Финале / БМ       |
| Џудисткиња        | Категорија | Противник Резултат           | Противник Резултат               | Противник Резултат             | Противник Резултат             | Противник Резултат | Противник Резултат            | Плас.             |
| ----------------- | ---------- | ---------------------------- | -------------------------------- | ------------------------------ | ------------------------------ | ------------------ | ----------------------------- | ----------------- |
| Мајлинда Кељменди | до 52 кг   | Слободна                     | Чоп (SUI) · ПОБ 0100–0000        | Лежентил (MRI) · ПОБ 0001–0003 | Накамура (JPN) · ПОБ 0000–0000 | Bye                | Ђуфрида (ITA) · ПОБ 0011–0000 |                   |
| Нора Ђакова       | до 57 кг   | Амарис (COL) · ПОБ 1000-0002 | Каприорију (ROU) · ПОР 0001–0023 | Није се пласирала              | Није се пласирала              | Није се пласирала  | Није се пласирала             | Није се пласирала |